# Fusta laminada encolada

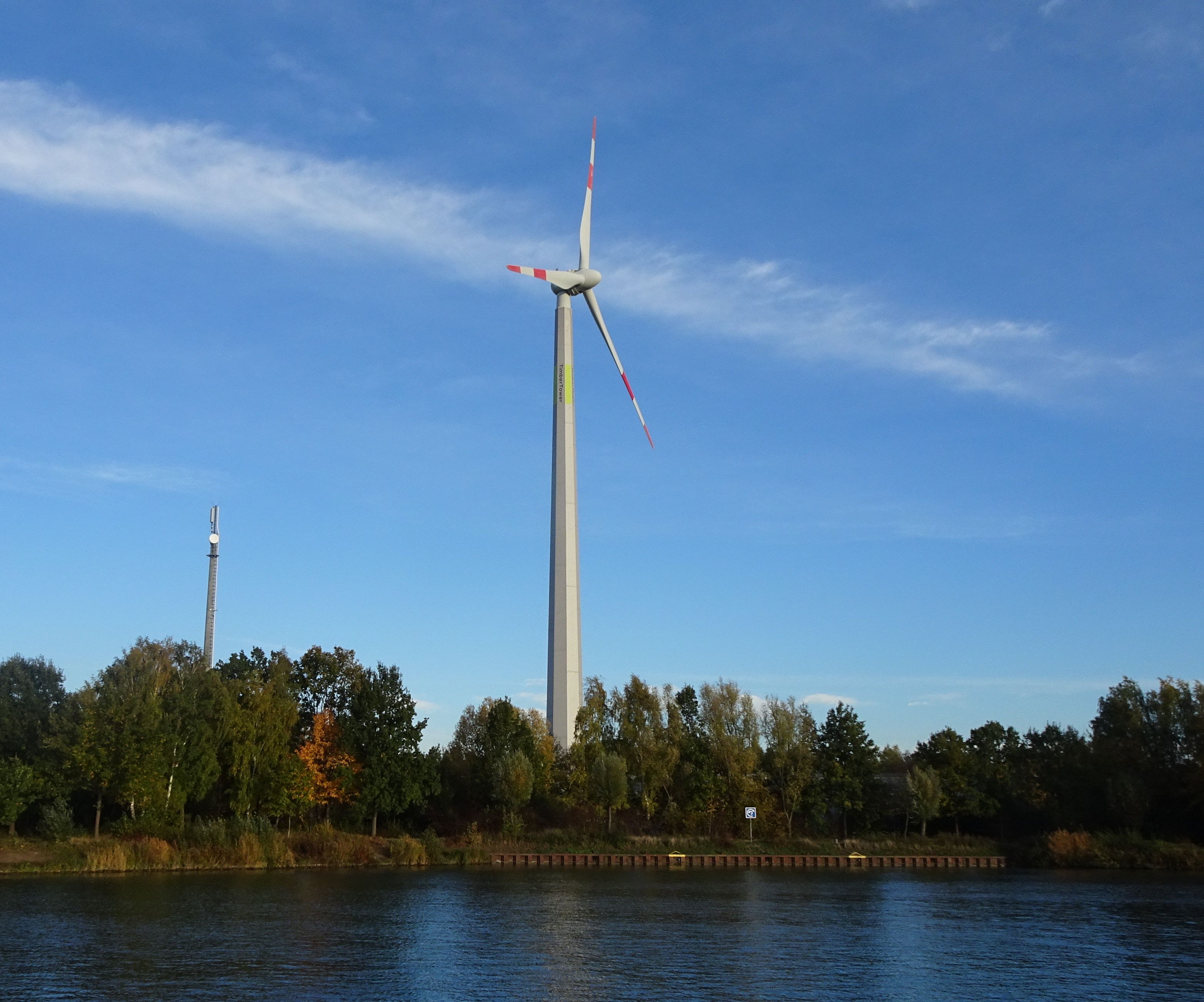
Aerogenerador de FLE a Marienwerder (Hannover)

Fusta laminada encolada (FLE) és un element estructural compost de fusta per a la construcció aconseguit mitjançant l'encolatge d'un cert nombre de làmines de fusta massissa, disposades sempre paral·leles i segons la direcció principal de l'element. És capaç de superar les limitacions dimensionals i resistents de la fusta serrada. Es fa servir per a construir estructures portants d'edificis i ponts. En jugar amb l'orientació de les làmines, es pot evitar l'aparició de clivelles, gemmes i altres deformacions típiques de la fusta serrada tradicional.

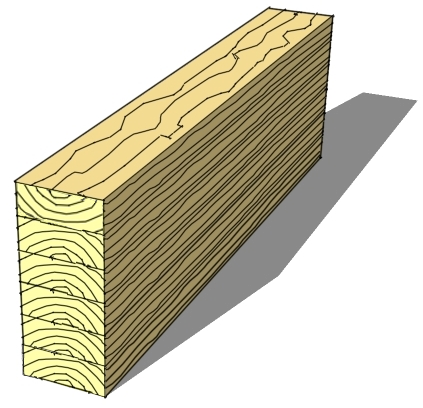
Estructura de fusta laminada encolada

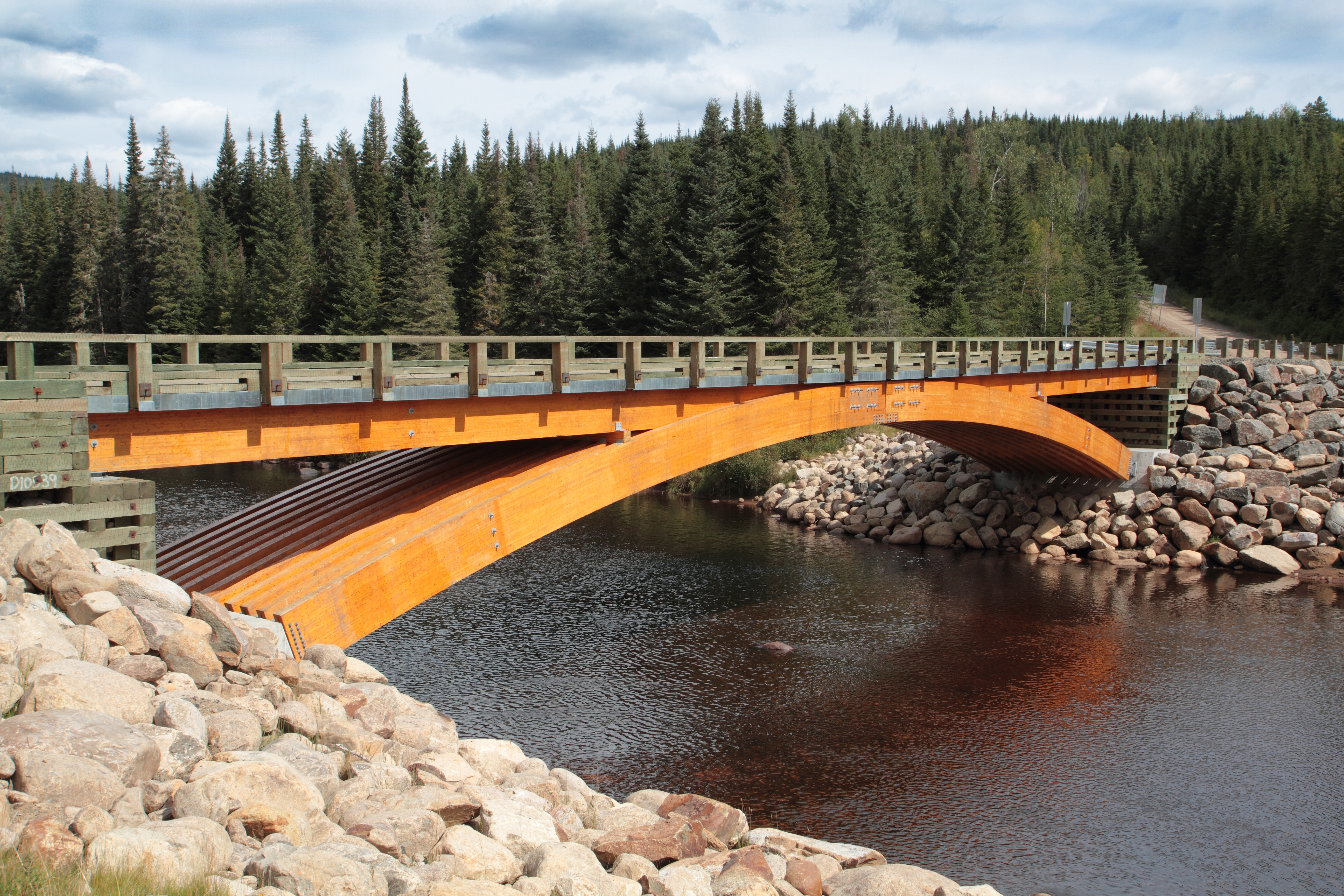
Pont viari de fusta al riu Montmorency (Canadà)

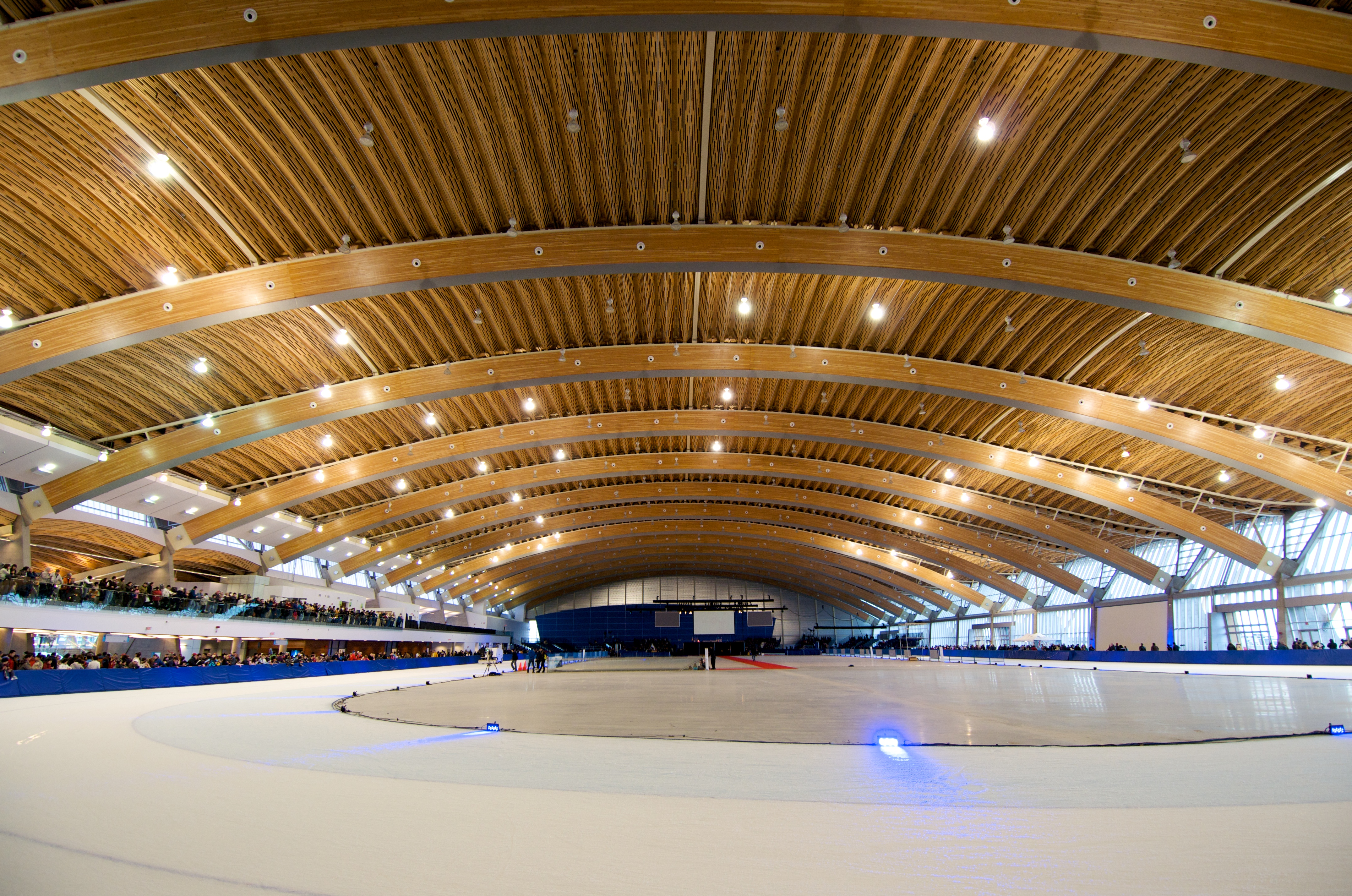
Arcs de fusta de l'estadi de Richmond a la Colúmbia Britànica (Canadà)

En comparació amb la fusta de construcció tradicional, te una capacitat de càrrega fins a 50% superior. S'utilitza principalment fusta de picea, avet, pi roig, làrix i avet de Douglas. També la fusta laminada de castanyer del sistema mediterrani català ha demostrat ser apta per a ús estructural. A Hannover a Alemanya, el 2012 s'ha construït un aerogenerador experimental d'una altitud de 100 m, fet de fusta laminada i taulers de fusta laminada encreuada.

## Normes tècniques
Per comprovar si la fusta laminada encolada compleix amb les exigències normatives i avaluar si es comporta de forma correcta, cal construir un cert nombre de prototips d'acord a la norma UNE-EN 14080:2010. Per conèixer les propietats del material i detectar possibles errors o deficiències cal assajar els prototips a esforç tallant seguint les directrius de la UNE-EN 392:1995 i a flexió estàtica segons la norma UNE-EN 408:2006.

## Anàlisi del cicle de vida
Per a l'anàlisi del cicle de vida de les bigues de fusta laminada i encolada es poden comparar amb els productes estructurals que tenen la mateixa funció: les bigues i arcs d'acer i de formigó armat. No s'han trobat comparacions amb la volta catalana com a estructura portant.
La producció d'acer i formigó produeix quantitats importants de diòxid de carboni, un gas amb efecte d'hivernacle, mentre que la fusta reté el CO₂ tret l'atmosfera mitjançant la fotosíntesi. Així, l’ús de fusta per a elements estructurals pot ajudar a compensar les emissions de carboni de les altres parts del procés de construcció i de l'explotació de l'edifici acabat.

## Resistència al foc
La fusta és un material combustible que contra la creença popular té molt bones característiques en situació d'incendi, ja que crema lentament i s'inflama amb dificultat. Bigues de fusta poden respondre a la mateixa normativa de seguretat contra incendis que l'acer o el formigó. Si a la fi, qualsevol edifici finira per a esfondrar-se en un incendi, la fusta té una resistència al foc natural. Manté durant més de temps la rigidesa a temperatures altes i la capa exterior carbonitzada serveix d'aïllant tèrmic, el que augmenta el temps per organitzar l'evacuació. Bigues d'acer ans al contrari es fonen més aviat a temperatures altes i bigues de formigó es trenquen per la diferència del coeficient de dilatació entre l'acer i el formigó.